# Georges Dessommes
Georges Dessommes (Nueva Orleans, 1855-Burbank, 1929) escritor estadounidense en francés.
Hermano pequeño de Édouard Dessommes, se mudó con su familia a París en 1860 escapando de la Guerra de Secesión. En 1870 regresó a Nueva Orleans y comenzó a publicar sus poemas en Comptes-rendus de l'Athénée louisianais o Carillon. Fue editor principal de la publicación Petit Journal de Charles Bleton.

## Novelas
- Tante Cydette, 1888.